# アメリカ領フィリピン総督・高等弁務官
アメリカ領フィリピン総督・高等弁務官（アメリカりょうフィリピンそうとく・こうとうべんむかん）。ここで「総督」とは、20世紀前半、アメリカ統治時代のフィリピンに任命された行政長官であり、「高等弁務官」とはコモンウェルス（自治領）になって以降のフィリピンにアメリカから派遣された常任使節である。

## アメリカ領フィリピンの総督・高等弁務官一覧

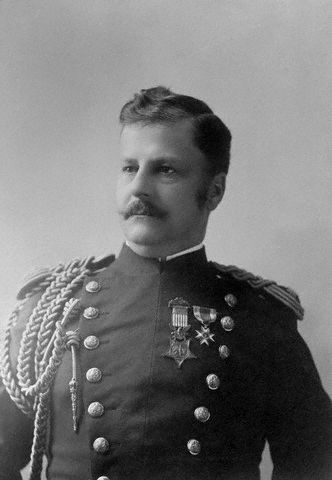
アーサー・マッカーサー・ジュニア

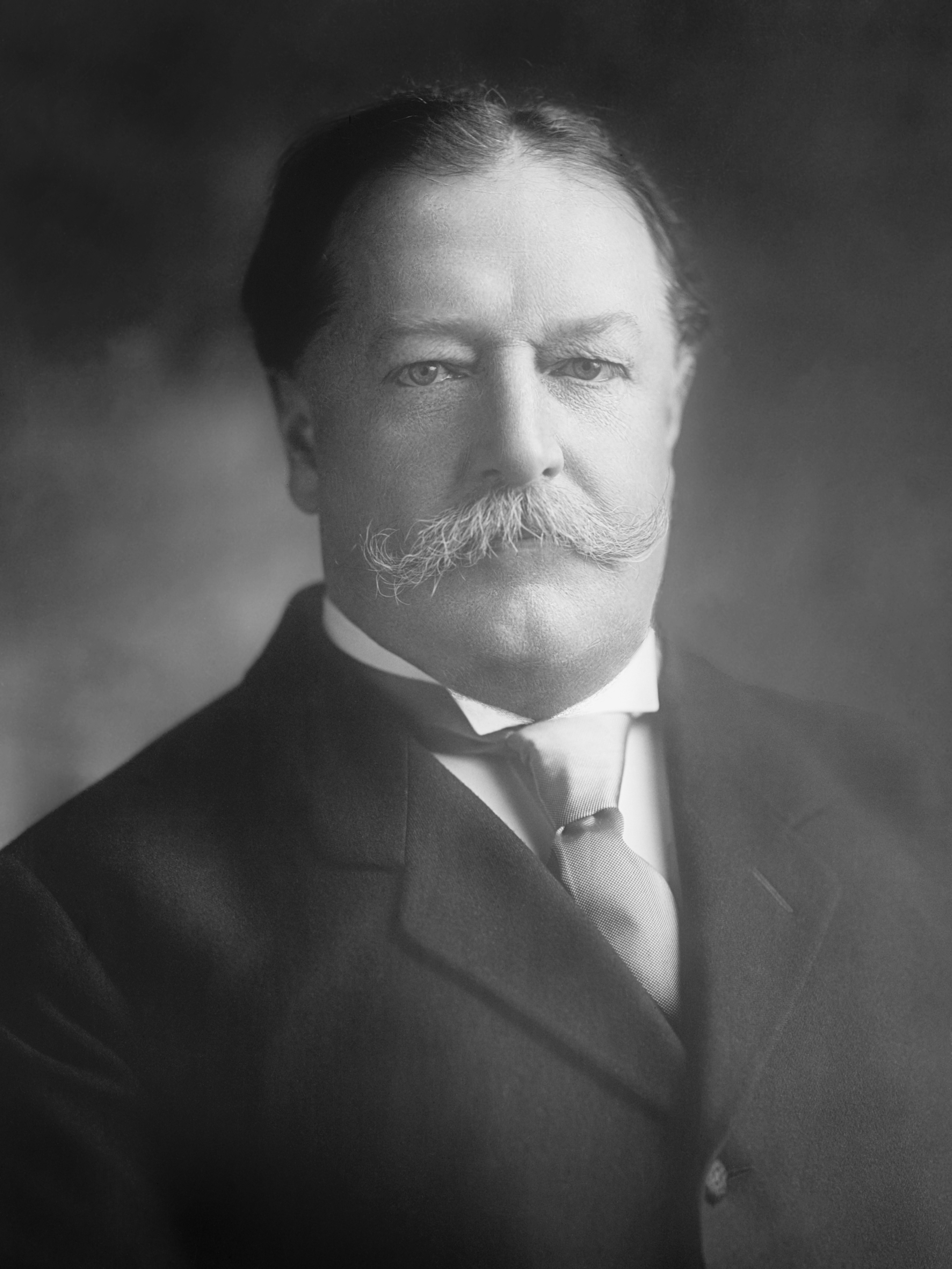
ウィリアム・H・タフト

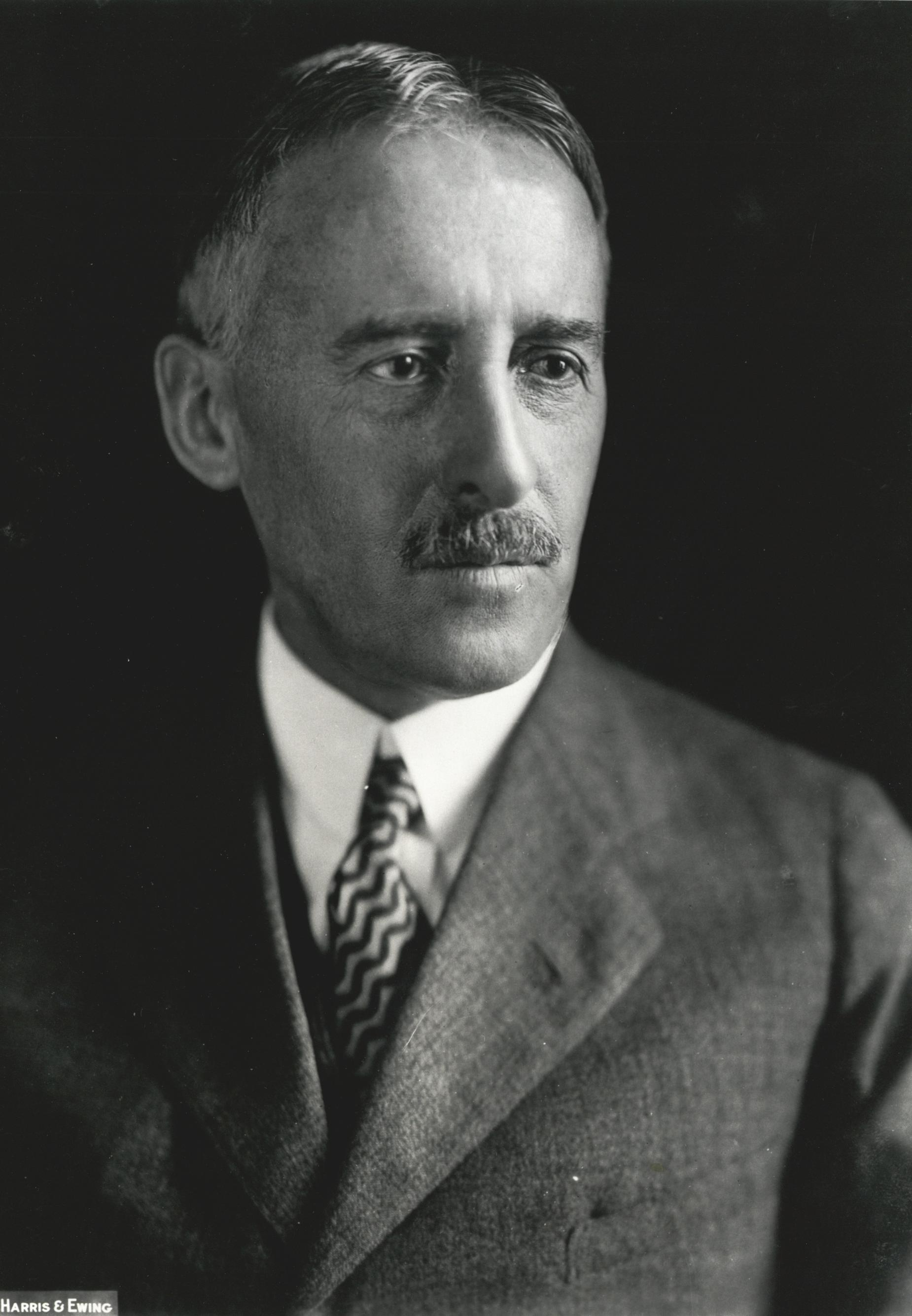
ヘンリー・L・スティムソン

（　）内は在任期間、「臨」は臨時代理。なおフィリピン総督（当初は民政長官と称された）設置以前に置かれた軍政長官の一覧も含む。

### 軍政長官［Military Governor］
- ウェズリー・E・メリット［Wesley E Merritt］（1898年8月）
- エルウェル・S・オーティス［Elwell S.Otis］（1898年8月 - 1900年5月）
- アーサー・マッカーサー・ジュニア［Arthur MacArthur, Jr.］（1900年5月 - 1901年7月）

### 民政長官［Civil Governor］
- ウィリアム・H・タフト［William Howard Taft］（1901年7月 - 1904年1月）
- ルーク・E・ライト［Luke E.Wright］（1904年2月 - 1905年2月）

### 総督［Governor General］
- ルーク・E・ライト（1905年2月 - 1906年4月）
- ヘンリー・C・アイド［Henry Clay Ide］（1906年4月 - 1906年9月）
- ジェームズ・F・スミス［James F.Smith］（1906年9月 - 1909年11月）
- ウィリアム・C・フォーブス［W.Cameron Forbes］（1909年11月 - 1912年3月）
- ニュートン・ギルバート［Newton Gilbert］（臨：1912年3月 - 1913年9月）
- フランシス・B・ハリソン［Francis Burton Harrison］（1913年9月 - 1921年3月）
- チャールズ・E・イーター［Charles Emmet Yeater］（臨：1921年3月 - 1921年10月）
- レオナード・ウッド［Leonard Wood］（1921年10月 - 1927年8月）
- ユージン・A・ギルモア［Eugene A.Gilmore］（臨：1927年8月 - 1928年12月）
- ヘンリー・L・スティムソン［Henry L.Stimson］（1928年3月 - 1929年2月）
- ユージン・A・ギルモア（臨：1929年2月 - 1929年6月）
- ドワイト・フィリー・デイヴィス［Dwight F.Davis］（1929年6月 - 1932年1月）
- セオドア・ルーズベルト・ジュニア［Theodore Roosevelt,Jr.］（1932年2月 - 1933年6月）
- フランク・マーフィー［Frank Murphy］（1933年6月 - 1935年11月）

### 高等弁務官［High Commissioner］
- フランク・マーフィー（臨：1935年11月 - 1935年12月）
- J・ウェルドン・ジョーンズ［J.Weldon Jones］（臨：1936年5月 - 1937年4月）
- ポール・V・マクナット［Paul V.McNutt］（1937年4月 - 1939年7月）
- J・ウェルドン・ジョーンズ（臨：1939年7月）
- フランシス・B・セイヤー［Francis B.Sayre］（1939年7月 - 1941年12月）
- ポール・V・マクナット（1942年9月 - 1946年7月）